# 에단 휘틀리
에단 휘틀리(영어: Ethan Wheatley, 2006년 1월 20일~)는 잉글랜드의 축구 선수로, 현재 노스햄튼 타운 FC에서 공격수로 뛰고 있다.